# Myrmecorhynchus emeryi
Myrmecorhynchus emeryi är en myrart som beskrevs av Andre 1896. Myrmecorhynchus emeryi ingår i släktet Myrmecorhynchus och familjen myror. Inga underarter finns listade i Catalogue of Life.

## Bildgalleri

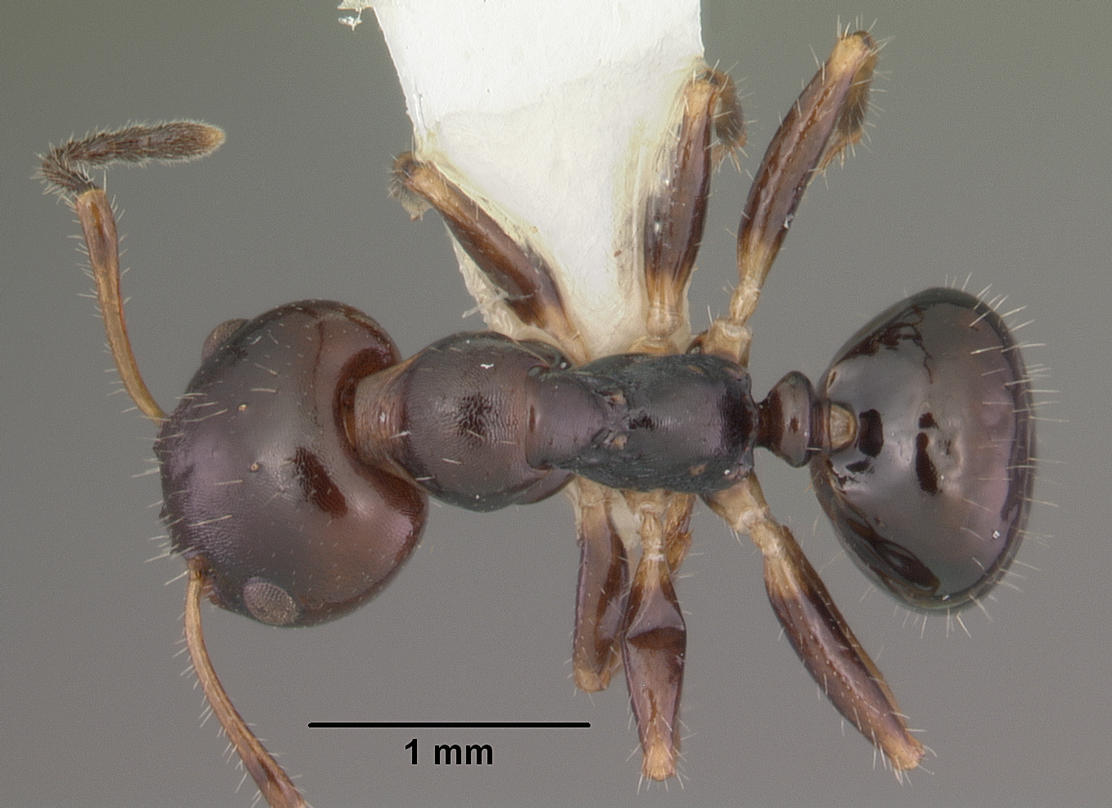
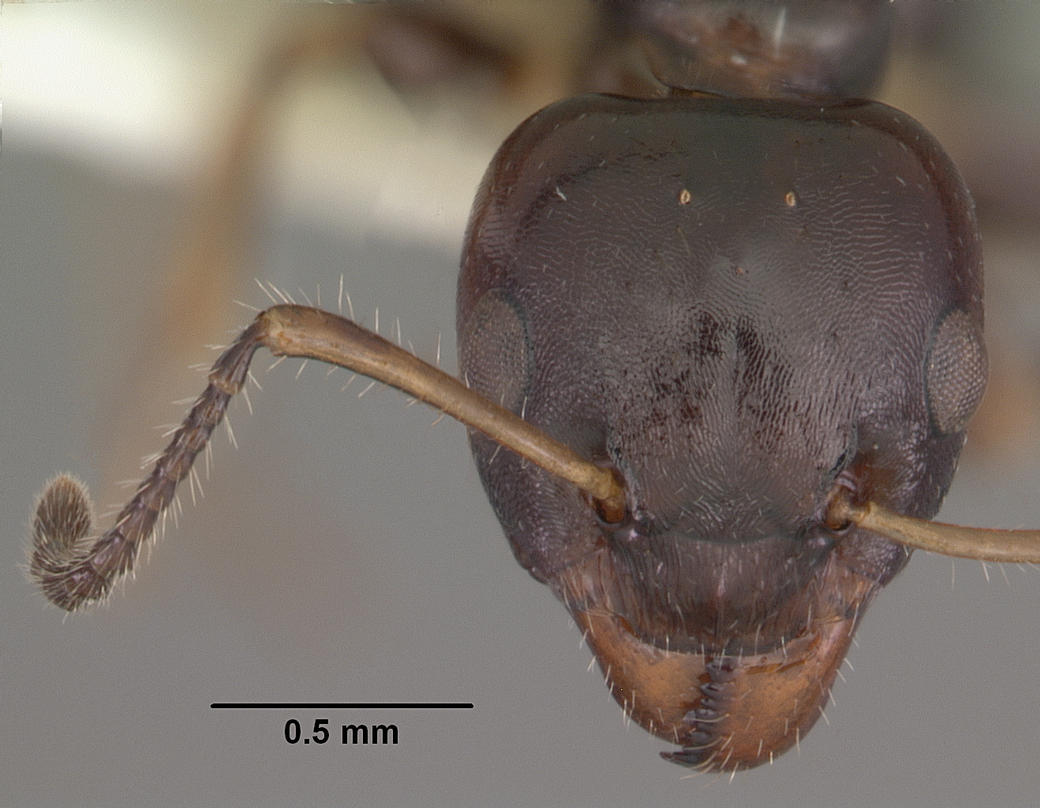
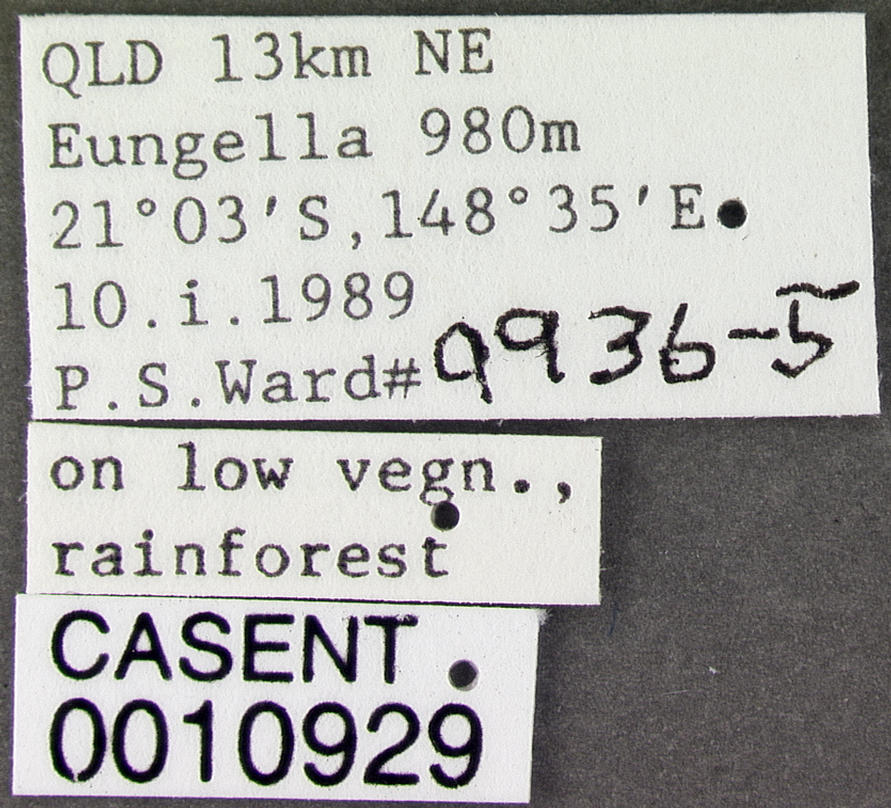
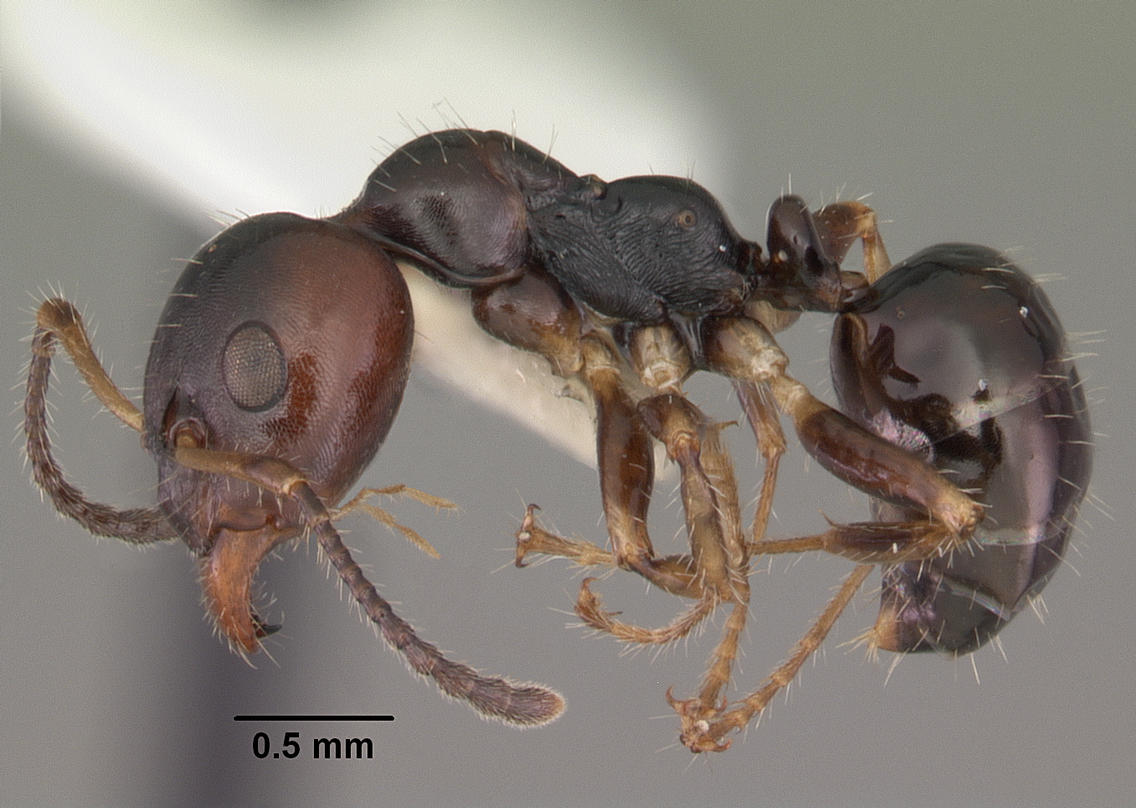
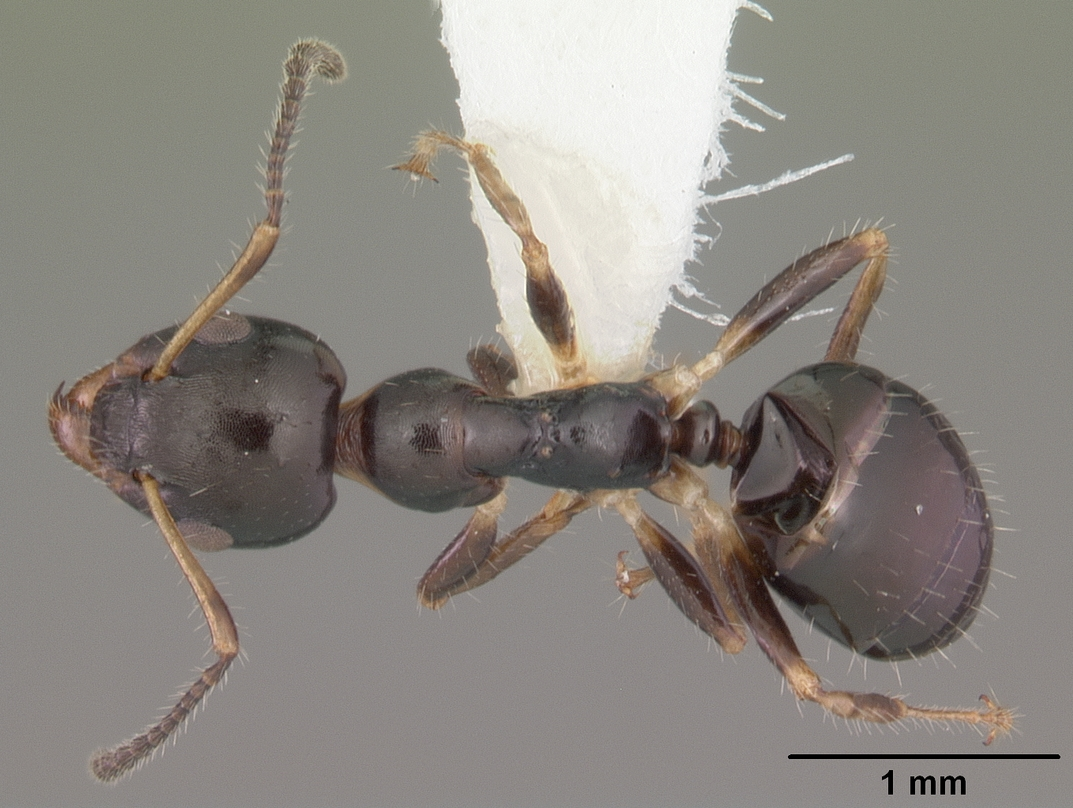
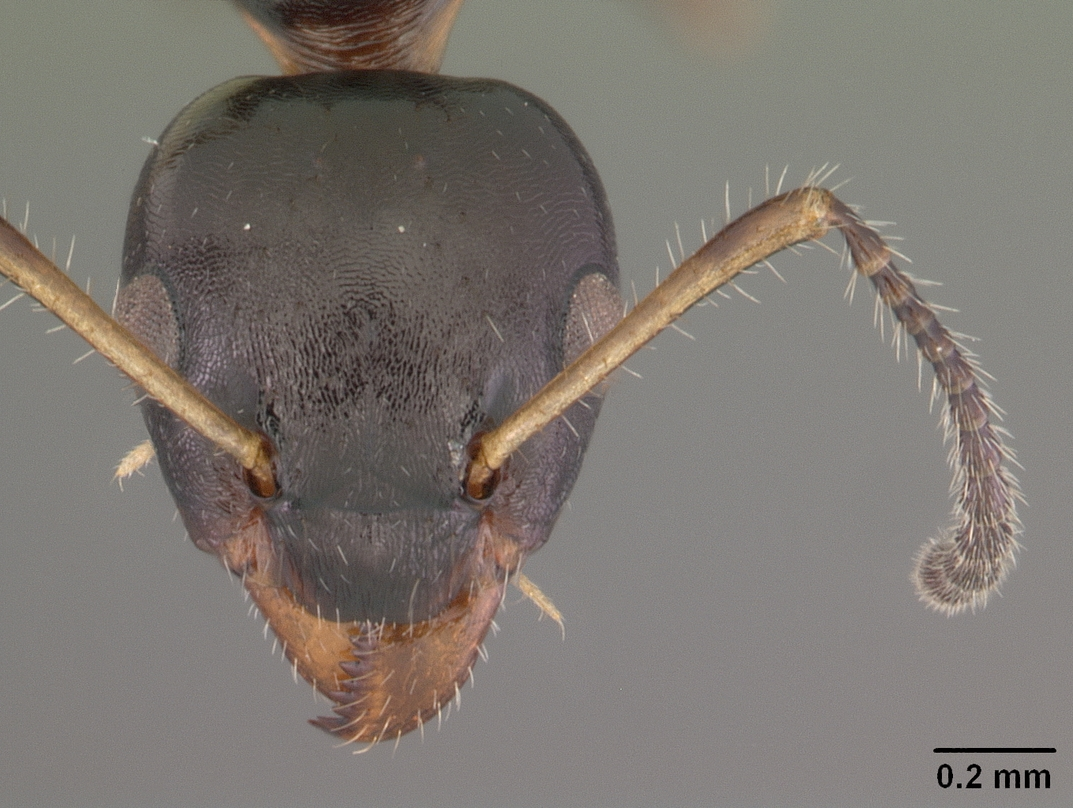